# Primitiva geométrica
- Formas geométricas consideradas primitivas por su básica constitución en las partes que la conforman, se conocen también con el nombre de primitivas geométricas cuyas formas son el Círculo, el Triángulo y el Cuadrado.

- Las primitivas geométricas en un software 3D pueden ser editadas para conseguir formas geométricas más complejas, agregando nuevos vértices, aristas y polígonos.

- Las primitivas son grupos diversos de objetos básicos, por ejemplo:

los de tipo bidimensional o 2D: son el círculo, el cuadrado y otras formas básicas.
- En cuanto a primitivas tridimensionales existen los cilindros, el tubo, el torus, la esfera y el cubo, entre otros.

- Datos: Q1541599